# Diocèse de San Felipe (Venezuela)
Ne doit pas être confondu avec Diocèse de San Felipe.
Le diocèse de San Felipe (en latin : Diœcesis Sancti Philippi in Venetiola ; en espagnol : Diócesis de San Felipe) est un diocèse de l'Église catholique au Venezuela, suffragant de l'archidiocèse de Barquisimeto. 

## Territoire

Carte des diocèses du Venezuela avec le diocèse de San Felipe en rouge

Le diocèse se situe dans l'État d'Yaracuy et possède un territoire d'une superficie de 7 100 km2 avec 32 paroisses. Suffragant de l'archidiocèse de Barquisimeto, il a son siège épiscopal dans la ville de San Felipe où se trouve la cathédrale saint Philippe (es).

## Histoire
L'évangélisation commence avec l'encomienda. L'une des obligations du commandant est l'évangélisation des Indiens qui sont sous sa protection. Pour cela, un prêtre missionnaire et tout ce qui est nécessaire pour le culte devait être maintenu. En 1710, les frères mineurs capucins d'Andalousie fondent trois centres de mission dans la partie inférieure de Yaracuy qui s'étend de San Felipe vers la mer.
Yaracuy appartenait au diocèse de Barquisimeto (aujourd'hui archidiocèse) à l'exception de Nirgua qui appartenait au diocèse de Valencia (aujourd'hui archidiocèse) jusqu'au 7 octobre 1966, date à laquelle le pape Paul VI établit le diocèse de San Felipe par la bulle pontificale Ex tempore quo. Le même jour, Notre-Dame de la Présentation, une dévotion remontant à 1694 apportée par les émigrants canariens, est déclarée sainte patronne du diocèse.

## Évêques
- Tomás Enrique Márquez Gómez (1966-1992)
- Nelson Antonio Martínez Rust (1992-2016)
- Victor Hugo Basabe (2016-2023)
- Rubén Gregorio Delgado Carmona (depuis 2024)

## Sources
- http://www.catholic-hierarchy.org